# (586) Фёкла
(586) Фёкла (лат. Thekla) — астероид главного пояса, который относится к спектральному классу C. Он был открыт 21 февраля 1906 года немецким астрономом Максом Вольфом в Обсерватории Хайдельберг-Кёнигштуль. Назван в честь христианской святой Фёклы Иконийской.